# Bataille de la Serre
Première Guerre mondiale
Batailles
Front d'Europe de l’Ouest
- Liège (8-1914)
- Namur (8-1914)
- Frontières (8-1914)
- Anvers (9-1914)
- Grande Retraite (9-1914)
- Marne (9-1914)
- Course à la mer (9-1914)
- Yser (10-1914)
- Messines (10-1914)
- Ypres (10-1914)
- Givenchy (12-1914)
- 1re Champagne (12-1914)
- Hartmannswillerkopf (1-1915)
- Neuve-Chapelle (3-1915)
- 2e Ypres (4-1915)
- Colline 60 (4-1915)
- Artois (5-1915)
- Festubert (5-1915)
- Quennevières (6-1915)
- Linge (7-1915)
- 2e Artois (9-1915)
- 2e Champagne (9-1915)
- Loos (9-1915)
- Verdun (2-1916)
- Redoute Hohenzollern (3-1916)
- Hulluch (4-1916)
- 1re Somme (7-1916)
- Fromelles (7-1916)
- Arras (4-1917)
- Vimy (4-1917)
- Chemin des Dames (4-1917)
- 3e Champagne (4-1917)
- 2e Messines (6-1917)
- Passchendaele (7-1917)
- Cote 70 (8-1917)
- 2e Verdun (8-1917)
- Malmaison (10-1917)
- Cambrai (11-1917)
- Bombardements de Paris (1-1918)
- Offensive du Printemps (3-1918)
- Lys (4-1918)
- Aisne (5-1918)
- Bois Belleau (6-1918)
- 2e Marne (7-1918)
- 4e Champagne (7-1918)
- Château-Thierry (7-1918)
- Le Hamel (7-1918)
- Amiens (8-1918)
- Cent-Jours (8-1918)
- 2e Somme (9-1918)
- Bataille de la ligne Hindenburg
- Meuse-Argonne (10-1918)
- Cambrai (10-1918)

Front italien
Front d'Europe de l’Est
Front des Balkans
Front du Moyen-Orient
Front africain
Bataille de l'Atlantique
La bataille de la Serre est une bataille de la Première Guerre mondiale qui s'est déroulée dans l'Aisne du 20 au 30 octobre 1918.

## Contexte
Début octobre 1918, Foch a repris son offensive générale, rompant la ligne Hindenburg, obligeant les armées allemandes à se réfugier derrière la Selle, l'Oise, la Serre, l'Aisne, dans les lignes fortifiées des Hermann Stellung, Hunding Stellung, Brunhilde Stellung et Kriemhilde Stellung.
Sur l'axe Chavignon-Laon, Mangin (10e armée) a délogé les Allemands du massif forestier de Saint-Gobain et le 13 octobre entre à Laon. Le 19, il se trouve aux abords de la Hunding Stellung.
Maître de la tête de pont de Mont d'Origny et du plateau de Renansart, Debeney (1re armée) fait face à une bretelle de la Hermann Stellung entre Origny et Mesbrecourt.

## Forces en présence

### France
- 10e armée
  - 16e corps, 18e corps, 35e corps
- 1re armée
  - 8e corps, 20e corps, 31e corps

### Empire allemand
- VIIe armée
- XVIIIe armée

## Déroulement de la bataille

### Mangin devant les marais de la Serre
Entre Debeney (1re Armée) et Guillaumat (5e armée), Mangin et sa 10e armée aborde les marais de Sissonne; en face de lui, la VIIe armée de von Eberhardt.

À partir du 19 octobre, entre Notre-Dame de Liesse et Verneuil-sur-Serre, il se rapproche de la Serre débordée et du canal d'asséchement: Ponts rompus et prairies inondées battues par les mitrailleuses.

Le 25, le 16e et 18e corps prennent pied sur la rive nord entre Crécy-sur-Serre et Mortiers; le 35e corps traverse les marais au nord de Pierrepont.

Le 27 octobre, Mangin et sa 10e armée sont secrètement relevés par la 3e armée Humbert pour attaquer à l'Est de Metz. Le 28, la 3e armée, armée de Lœuilly, reçoit l'ordre d'attendre les résultats de l'attaque de Debeney (1re Armée) pour déboucher de la Serre.

### Debeney au nord de la Serre
Pour déborder la Serre par le nord, Debeney choisit de contourner le massif de Villers-le-Sec, Pleine-Selve, Parpeville par les deux flancs : le 8e corps à l'est (Chevresis-Monceau), le 20e corps au nord (Courjumelles) et le 31e corps plus au nord (cote 120 au sud d'Origny).

Après une longue préparation d'artillerie, l'attaque s'engage le 24 octobre. Lucy et Ferrière sont enlevés avec 3000 prisonniers. Le 26, les 20e et 8e corps s'emparent du massif de Villers-le-Sec, Pleine-Selve, Parpeville et au sud, Chevresis-les-Dames.

## Bilan
Dans la nuit du 26 au 27 octobre, les armées de von Hutier et de von Eberhardt se replient sur la deuxième position Hermann, de Guise à Dercy. Le 27, les deux armées françaises s'emparent des plateaux de Jonqueuse, Landifay et de Montigny-sur-Crécy. Debeney est aux portes de Guise.

## Décoration
- LA SERRE 1918 est inscrit sur le drapeau des régiments cités lors de cette bataille[Lesquels ?].